# Білий простір
«Білий простір» — кінофільм режисера Франческа Коменчіні, що вийшов на екрани в 2009 році.

## Зміст
Марія звикла відповідати тільки за себе і вирішувати проблеми самотужки. Але випадкова вагітність змінює її життя. Батько дитини відмовляється брати будь-яку участь в їх житті, і героїня залишається одна з недоношеним немовлям на руках. Новоспечена мати відчуває гостре самотність і відчай, занурюючись у свій внутрішній світ, щоб почерпнути там сили і вирішити, як їй бути далі.

## Ролі
| Актор                | Роль |
| -------------------- | ---- |
| Маргеріта Бай        | -    |
| Гаетано Бруно        | -    |
| Джованні Лудено      | -    |
| Антонія трупи        | -    |
| Гвідо Капріно        | -    |
| Сальваторе Канталупо | -    |
| Массімо Андрій       | -    |
| Carlo Cerciello      | -    |
| Анна Гіганті         | -    |
| Emanuela Annecchino  | -    |

## Знімальна група
- Режисер — Франческа Коменчіні
- Сценарист — Франческа Коменчіні, Федеріка Понтремолі, Валерія Паррелла
- Продюсер — Доменіко Прокаччі
- Композитор — Нікола Тескарі